# 小笠原支庁
小笠原支庁（おがさわらしちょう）は、東京都の支庁。所管区域は小笠原村の区域。

## 歴史
- 1876年（明治9年）3月 - 小笠原諸島が内務省の管轄となる。日本領土と認められる。
- 1880年（明治13年）10月8日 - 東京府へ移管する。
- 1880年（明治13年）10月28日 - 父島に、東京府小笠原出張所を設置する。
- 1886年（明治19年）11月4日 - 小笠原出張所を小笠原島庁へ改称する。
- 1926年（大正15年） - 小笠原支庁と改める。
- 1943年（昭和18年）7月1日 - 東京都制が施行されて、東京府が廃止される。
- 1946年（昭和21年） - アメリカ軍が統治する。
- 1952年（昭和27年） - 小笠原支庁が廃止される。
- 1968年（昭和43年）6月26日 - 小笠原が返還されて、東京都小笠原支庁が設置される。

## 組織
- 総務課
  - 庶務係、経理係、行政係
- 産業課
  - 商工係、産業係、水産係、亜熱帯農業センター、営農研修所、畜産指導所、水産センター
- 土木課
  - 工務係、道路河川係、住宅係、自然公園係
- 港湾課
  - 工事第一係、工事第二係、管理係
- 母島出張所
  - 事務係、技術係

※島しょ保健所小笠原出張所は福祉保健局の所管、東京都立小笠原高等学校は教育庁の所管である。